# 210414 Gebartolomei
210414 Gebartolomei è un asteroide della fascia principale. Scoperto nel 2007, presenta un'orbita caratterizzata da un semiasse maggiore pari a 2,2772478 UA e da un'eccentricità di 0,1386715, inclinata di 3,56529° rispetto all'eclittica.